# عباس‌علی رستمی ثانی
عباس‌علی رستمی ثانی (زادهٔ ۱۳۳۹ در قوچان) نمایندهٔ حوزهٔ انتخابیهٔ قوچان و فاروج در دورهٔ هفتم مجلس شورای اسلامی بوده‌است.